# Jakob Gottberg
Jakob Gottberg († nach 1614) war ein schwedischer Admiral.

## Familie
Jakob Gottberg entstammte der pommerschen Familie Gottberg. Er soll ein Bruder, wenigstens Vetter ersten Grades, der beiden 1595 vom Kaiser nobilitierten Paul Gottberg († 1629) und Peter Gottberg († 1634) gewesen sein. Damit war er ein Sohn des Peter Gottberg († 1595), eines Goldschmieds in Stargard, und der Anna Scheele. Sein unstrittiger Onkel war der Mutterbruder und schwedische Reichsadmiral Joachim Scheele. Jacob war mit Margarete Klover vermählt. Die Ehe blieb kinderlos, obiger Paul Gottberg trat in Jacobs Erbe ein.

## Leben
Von 1594 bis 1599 war Gottberg zunächst Kapitän zur See, zuletzt auf einem Schiff in Gyllenhielms Flotte. Innerhalb von zwei Monaten avancierte er zunächst zum Kommandanten eines Schlachtschiffes, um dann, am 28. Mai 1599, als Unteradmiral nach Kalmar zu segeln. Am 10. Oktober 1600 war Gottberg schwedischer Kommandant bzw. Statthalter in Pernau. Am 17. November 1601 setzte sein Onkel Joachim Scheele aber seinen Bruder Paul auf dieser Stelle ein. Von 1602 bis 1611 bekleidete Gottberg den Rang eines Unteradmirals, am 31. Juli 1611 wurde er zum Admiral befördert.
Sein Stammbuch für den Zeitraum 1591 bis 1613 wird in der Kungelia biblioteket aufbewahrt.